# سامسونج إس 5600 في
سامسونج إس 5600 في (بالإنجليزية: Samsung S8000)‏ هو هاتف محمول من سامسونج للاتصالات.

## الخصائص
- الوزن: 110 غرام
- المعالج: 800 ميجا هرتز
- الذاكرة: 2 جيجابايت